# A. G. (Rapper)
A. G. alias André the Giant (bürgerlich Andre Barnes; * in New York) ist ein US-amerikanischer Rapper, der als Teil des Künstlerkollektivs D.I.T.C. sowie mit seinem Partner Showbiz (als Showbiz & AG) in Erscheinung tritt.

## Biografie
Der aus der Bronx stammende Musiker entnahm seinen Künstlernamen der Wrestling-Legende André René Roussimoff, besser bekannt als André the Giant.

## Diskografie

### Solo
- 1999 The dirty version (CD/LP)
- 2006 Get dirty radio (CD/LP)
- 2010 Everything'S Berri (CD / LP)

### Showbiz & AG
- 1992 Soul Clap (EP)
- 1992 Runaway slave (CD / LP)
- 1995 Goodfellas (CD / LP)
- 1998 Full Scale (CD / LP)